# 艾琳·阿特金斯
艾琳·阿特金斯（英語：Eileen Atkins，1934年6月16日—），女，英国演员。曾获得黄金时段艾美奖迷你影集／电视电影最佳女配角。